# Волнат Риџ (Арканзас)
Волнат Риџ (енгл. Walnut Ridge) град је у америчкој савезној држави Арканзас.

## Демографија
По попису из 2010. године број становника је 4.890, што је 35 (-0,7%) становника мање него 2000. године.
| Група             | 2000.         | 2010.         |
| Белци             | 4.767 (96,8%) | 4.689 (95,9%) |
| Афроамериканци    | 29 (0,6%)     | 92 (1,9%)     |
| Азијати           | 6 (0,1%)      | 10 (0,2%)     |
| Хиспаноамериканци | 21 (0,4%)     | 47 (1,0%)     |
| Укупно            | 4.925         | 4.890         |